# Прокопець Георгій Мефодійович
Георгій Мефодійович Прокопець (2 січня 1922, Краснодар, Російська СФРР, СРСР — 12 травня 2001, Київ, Україна) — радянський і український художник. Кавалер орденів Вітчизняної війни II ступеня, «Знак Пошани», нагороджений медалями.

## Життєпис
Народився 2 січня 1922 року у м. Краснодарі в родині робітника. Навчався у Московському архітектурному інституті (1938—1941), закінчив художній факультет Всесоюзного державного інституту кінематографії (1951). 
Учасник німецько-радянської війни. 
З 1951 року — художник-постановник Київської кіностудії імені О. П. Довженка.
Учасник багатьох республіканських художніх виставок. Був членом Національних спілок художників і кінематографістів України. 
Помер 12 травня 2001 року у Києві. 

## Фільмографія
Художник-постановник:
- 1953 — «Доля Марини» (у співавт.)
- 1954 — «Назар Стодоля»
- 1956 — «Вогнище безсмертя» (у співавт. з О. Лісенбартом)
- 1956 — «Коли співають солов'ї»
- 1957 — «Шельменко-денщик»
- 1958 — «Якби каміння говорило...»
- 1959 — «Літа молодії»
- 1960 — «Врятуйте наші душі»
- 1961 — «Роки дівочі»
- 1962 — «Київська соната»
- 1963 — «Повість про Пташкіна»
- 1965 — «Місяць травень» (у співавт. з Н. Туміною)
- 1965 — «До світла!»
- 1967 — «Великі клопоти через маленького хлопчика»
- 1969 — «Розповіді про Дімку» (т/ф)
- 1970 — «Назад дороги немає» (т/ф)
- 1971 — «Де ви, лицарі?» (т/ф)
- 1972 — «Лаври»
- 1973 — «В бій ідуть тільки „старики“»
- 1974 — «Не віддавай королеву» (т/ф, 2 с.)
- 1976 — «Ати-бати, йшли солдати…»
- 1978 — «Дипломати мимоволі»
- 1980 — «Пора літніх гроз» (т/ф, 2 с.)
- 1980—1981 — «Мужність» (т/ф)
- 1982 — «Таємниця корабельного годинника»
- 1984 — «Твоє мирне небо» та ін.